# 拉米罗·德莱昂
拉米罗·爱德华多·德莱昂·伊瓦多（西班牙語：Ramiro Eduardo de León Ibarra，1938年3月18日—2007年8月11日），乌拉圭篮球运动员，曾代表乌拉圭参加1964年夏季奥运会男子篮球比赛，并获得第八名。他也随队参加了1963年泛美运动会，最终获得第四名。